# Frédéric Caudron
Frédéric Caudron est un joueur belge de billard carambole né le 27 janvier 1968 à Mons. Il a gagné de nombreux titres dont celui de champion du monde de 3 bandes.

## Biographie
Le père de Frédéric Caudron, André, était un joueur de billard d'un bon niveau.
En 1978, Frédéric Caudron fait partie de l'équipe belge qui remporte la Coupe Van Beem à Enschede, Pays-Bas. Ce tournoi, destiné aux jeunes joueurs, oppose chaque année une équipe belge, une équipe néerlandaise et une équipe allemande. 
En 1982, Frédéric Caudron commence à s'entraîner avec le champion de carambole Emile Wafflard. Quatre ans plus tard, en 1986, à 18 ans, il est classé dans la plus haute catégorie de tous les modes de jeu sur billard match en Belgique. En 1988, il fonde, avec sa famille, un club de billard à Frameries (Province du Hainaut, Belgique). 
En 1994, il remporte son premier championnat de Belgique 3 bandes et prouve ses qualités dans ce mode de jeu face aux meilleurs joueurs belges. De plus ce tournoi était organisé à Casteau, dans la région natale de Frédéric Caudron et était organisé par son père. 
En 1997, à Daegu en Corée du Sud, il améliore le record du monde de moyenne particulière aux 3 bandes. Il réalise  45 points en 9 reprises (3 sets de 15 points), soit du 5 de moyenne.
En août 1999, il gagne son premier championnat du monde de 3 bandes. En décembre, André Caudron, le père de Frédéric décède d'une rupture d'anévrisme. 
En 2002, à la suite du décès d'André Caudron, Frédéric et sa famille abandonnent le club qu'ils avaient fondé. Frédéric devient joueur de billard professionnel.
En 2003, il améliore le record du monde de moyenne générale (126,66) au cadre 47/2 lors du championnat du monde qu'il remporte à Ronchin en France, puis il récidive en 2009 en franchissant le cap des 130 de moyenne générale en championnat d'Europe.
En 2019, il signe un contrat avec la PBA en Corée et remporte 7 tournois sur 4 années ainsi que le championnat du Monde PBA. Il est le joueur le plus titré à la PBA.
Marié à Amal Najjari en 2019 et domicilié actuellement à Olen, Belgique.

## Palmarès

### 9 fois Champion de Belgique Juniors
- Champion de Belgique Juniors 3 bandes en  1985, 1987. (2)
- Champion de Belgique Juniors cadre 47/2 en 1984, 1985, 1986, 1987, 1988. (5)
- Champion de Belgique Juniors partie libre en 1986, 1988. (2)

### 91 fois Champion de Belgique
- Champion de Belgique 3 bandes en 1994, 1996, 1997, 2003, 2005, 2007, 2016, 2017, 2019 (9)
- Champion de Belgique par la bande en 1991, 1992, 1996, 1998, 1999, 2000, 2001, 2002, 2004, 2005, 2006, 2007, 2008, 2009, 2010, 2011, 2012, 2013, 2015. 2016, 2017 (21)
- Champion de Belgique cadre 47/2 en 1990, 1991, 1992, 1993, 1998, 2001, 2003, 2004, 2005, 2006, 2007, 2008, 2011. (13)
- Champion de Belgique cadre 47/1 en 1991, 1992, 1994, 1995, 2000, 2001, 2002, 2003, 2004, 2005, 2006, 2007, 2008, 2009, 2010, 2011, 2012, 2013, 2014. (19)
- Champion de Belgique cadre 71/2 en 1989, 1990, 1992, 1993, 1994, 1995, 1996, 1997, 1999, 2000, 2001, 2002, 2003, 2004, 2007, 2008, 2009, 2011, 2012, 2013, 2014. 2016 (22)
- Champion de Belgique partie libre en 2001, 2002, 2006, 2007. (4)
- Champion de Belgique Pentathlon en 1994. (1)
- Champion de Belgique Triathlon en 1987, 1990. (2)
- Tournois de ranking: 21 victoires.
- Superprestige: 4 victoires.

### 5 fois Champion d'Europe Juniors
- Championnat d'Europe Juniors cadre 47/2 : 1987, 1988, 1989. (3)
- Championnat d'Europe de billard carambole partie libre juniors : en 1987, 1989. (2).

### 25 fois Champion d'Europe
- Championnat d'Europe de billard carambole 3 bandes : 2002, 2006. (2)
- Coupe d'Europe des clubs 3 bandes en 2003, 2004, 2006, 2007, 2008, 2009, 2010, 2011, 2012, 2019. (10)
- Championnat d'Europe de billard carambole à la bande : 1990, 1991, 1993, 2008, 2008, 2009, 2011, 2013 , 2015, 2017 (10)
- Championnat d'Europe de billard carambole cadre 47/2 : 2009 (1)
- Championnat d'Europe de billard carambole cadre 47/1 : 2004. (1)
- Championnat d'Europe de billard carambole cadre 71/2 1991. (1)
- Championnat d'Europe Pentathlon par équipe en 1990. (1)
- Tournois sur invitation: 10 victoires.

### 12 fois Champion Monde
- Championnat du monde de billard carambole à 3 bandes : en 1999, 2013, 2017. (2)
- Championnat du Monde 3 bandes par équipe nationale : 2012, 2013, 2014, 2015 (3)
- Championnat du monde de billard carambole 1 bande : 2014 (1)
- Championnat du monde de billard carambole cadre 47/2 : 2003. (1)
- Championnat du monde de billard carambole cadre 71/2 : 1991, 2000. (2)
- Championnat du Monde Triathlon par équipe nationale en 1990. (1)
- Tournois sur invitation: 14 victoires.
- Tournois internationaux open: 3 victoires.
- Tournois de Coupe du Monde: 21 victoires.